# Ducado de La Vallière
El título de Duque de La Vallière es un título nobiliario francés creado por el rey Luis XIV de Francia para su amante Luisa de La Vallière (1644-1710).

## Historia
Luisa de La Vallière (1644-1710) era hija de Lorenzo de la Baume Le Blanc de La Vallière, barón de Maisonfort, descendiente de una familia de la pequeña nobleza; y de su esposa, Francisca Le Provost, hija de Juan Le Provost, señor de La Coutelaye, caballero de San Lázaro y gran caballerizo del rey.
El título paso a la única hija superviviente de Luisa y del rey Luis XIV, María Ana de Borbón (1666-1739), viuda del príncipe Luis Armando I de Borbón-Conti.
Poseía también los títulos de cortesía de: Duquesa de Vaujours y Duquesa de Saint-Christophe.